# Valeria Pirone
Valeria Pirone (ur. 3 grudnia 1988 w Torre del Greco) – włoska piłkarka, grająca na pozycji napastnika.

## Kariera piłkarska

### Kariera klubowa
Wychowanka klubu Napoli. W 2003 rozpoczęła karierę piłkarską w Calciosmania. W 2006 roku została wypożyczona do Agliany, a potem wróciła do neapolitańskiego klubu, który zmienił nazwę na Napoli. W sezonie 2014/15 broniła barw Res Roma. Potem grała w ASD Verona Women. 26 lipca 2016 podpisała kontrakt z Mozzanicą. Latem 2018 została zaproszona do ChievoVerona Valpo. 

### Kariera reprezentacyjna
26 października 2011 debiutowała w narodowej reprezentacji Włoch w meczu przeciwko Rosji. Wcześniej broniła barw juniorskiej reprezentacji U-19.

## Sukcesy i odznaczenia

### Sukcesy piłkarskie
Napoli
- mistrz Serie A2: 2011/12
- mistrz Serie B: 2007/08

### Sukcesy indywidualne
- królowa strzelców Serie B: 2007/08